# جيمس ستيرلينغ يونغ
جيمس ستيرلينغ يونغ (بالإنجليزية: James Sterling Young) هو مؤرخ أمريكي، ولد في 14 أكتوبر 1927 في سافانا في الولايات المتحدة، وتوفي في 8 أغسطس 2013.